# Stazione di L'Aquila Campo di Pile
La stazione di L'Aquila Campo di Pile è una fermata ferroviaria posta sulla ferrovia Terni-Sulmona. Serve il centro abitato di Campo di Pile, frazione del comune dell'Aquila.

## Storia

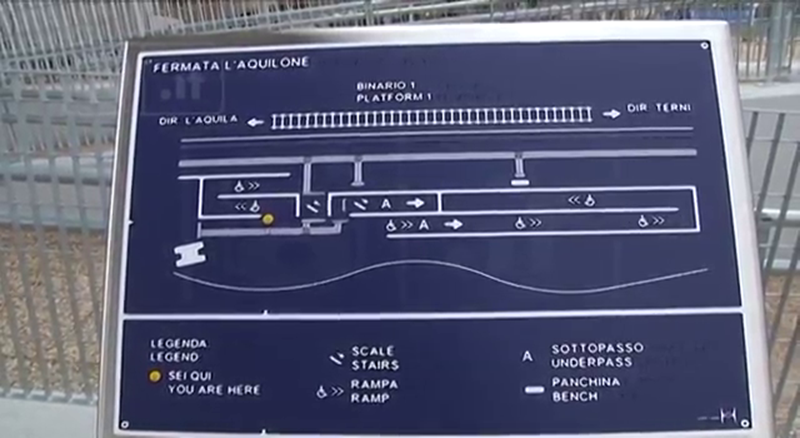
Pianta della fermata

La fermata di L'Aquila Campo di Pile venne attivata con il cambio orario del 10 dicembre 2017.

## Strutture e impianti
La fermata, posta alla progressiva chilometrica 131+008 fra la fermata di L'Aquila Sassa Nucleo Sviluppo Industriale e la stazione dell'Aquila, conta un unico binario, servito da un marciapiede lungo 125 metri e alto 55 centimetri sul piano del ferro, e parzialmente coperto da una pensilina.

## Movimento
La stazione è servita da alcuni treni regionali gestiti da Trenitalia nell'ambito del contratto di servizio stipulato con la regione Abruzzo, diretti a L'Aquila e Terni.